# زبان‌گاوی دوربان
زبان‌گاوی دوربان (نام علمی: Cynoglossus durbanensis) نام یک گونه از سرده کفشک زبان‌گاوی است.